# Emma Mbua
Emma Nguvi Mbua (* 1961) ist eine kenianische Paläoanthropologin und Kuratorin der National Museums of Kenya. Sie war die erste ostafrikanische Frau, die in der Region als Paläoanthropologin arbeitete.

## Leben
Nachdem Emma Mbua ihr Abitur an der Lugulu High School in Busia County im Westen Kenias bestanden hatte, bewarb sie sich 1979 in Nairobi aufgrund einer Stellenanzeige um eine Anstellung am Kenia National Museum, das damals von Richard Leakey geleitet wurde. Dort arbeitete sie ab 1980 zwei Jahre lang als Assistentin des Kurators im Labor für Paläontologie und danach in der Abteilung für Paläoanthropologie. Zu ihren Aufgaben gehörte es, im Museum gelagerte fossile Knochen zu identifizieren, zu klassifizieren und zu katalogisieren. 1985 wechselte sie an die University of Liverpool, wo sie 1993 mit einer Studie über hominine Knochen aus dem Later Stone Age den Grad des Master of Philosophy erwarb. 2001 wurde sie mit einer Doktorarbeit über die Evolution des Homo erectus zum anatomisch modernen Menschen (Homo sapiens) bei Günter Bräuer an der Universität Hamburg promoviert. Gegenstand ihrer Forschung war insbesondere die Frage, wann die typischen anatomischen Merkmale des Homo sapiens sich ausbildeten.
Von 2002 bis 2015 war Emma Mbua Leiterin und Kuratorin der Abteilung für Geowissenschaften der National Museums of Kenya. Am Institut für die Anatomie des Menschen der University of Nairobi lehrte sie zudem als Dozentin über Themen aus dem Gebiet der Stammesgeschichte des Menschen. Im Jahr 2005 war sie Mitbegründerin der East African Association of Palaeoanthropology and Palaeontology (EAAPP), deren Ziel es ist, die Erforschung der Vorgeschichte von Ostafrika zu stärken und die in der Region tätigen Forscher besser zu vernetzen. 2015 war sie als Senior Lecturer an der Mount Kenya University tätig.
Mbua hat im Laufe ihrer Karriere an verschiedenen Grabungsstätten gearbeitet, u. a. leitet sie seit 2009 die Feldforschung im Gebiet der pliozänen Kantis Fossil Site in einem Vorort von Nairobi, wofür sie 2011 Forschungsgelder der Wenner-Gren Foundation und des Paleontological Scientific Trust (PAST), 2016 von der Leakey Foundation sowie 2018 von der National Geographic Society erhielt. Als ihre bedeutendsten Funde gelten Zähne und eine Elle aus der Kantis Fossil Site von Australopithecus afarensis: Bei ihnen handelt es sich um die am weitesten östlich des Rift Valley entdeckten Überreste von Austrolopithecus afarensis. An weiteren Ausgrabungen war Mbua u. a. im Sibiloi-Nationalpark beteiligt.
Im Januar 2015 gab sie ihre Anstellung im Museum auf, blieb ihm jedoch als ehrenamtliche Mitarbeiterin weiterhin verbunden.

## Schriften (Auswahl)
- mit Günter Bräuer und Richard Leakey: A first report on the ER-3884 cranial remains from Ileret/East Turkana, Kenya. Kapitel 9 in: Günter Bräuer, Fred H. Smith (Hrsg.): Continuity or Replacement. CRC Press 1983, ISBN 978-100307896-8, doi:10.1201/9781003078968.
- mit Günter Bräuer: Homo erectus features used in cladistics and their variability in Asian and African hominids. In: Journal of Human Evolution. Band 22, Nr. 2, 1992, S. 79–108, doi:10.1016/0047-2484(92)90032-5.
- Patterns of Middle Pleistocene Hominid evolution in Africa. Universität Hamburg, FB Kulturgeschichte, Dissertation, Hamburg 2001.
- mit Liu Wu und Wu Xiujie: The comparisons of some cranial morphological features between the African and Chinese Homo erectus. In: Acta Anthropologica Sinica. Band 21, Nr. 4, 2002, S. 255–267, Zusammenfassung.
- mit Liu Wu et al.: The comparisons of cranial features between Chinese and African Holocene humans, and their implications. In: Acta Anthropologica Sinica. Band 22, Nr. 2, 2003, S. 89–104, Zusammenfassung.
- mit Günter Bräuer et al.: Pathological alterations in the archaic Homo sapiens cranium from Eliye Springs, Kenya. In: American Journal of Physical Anthropology. Band 120, Nr. 2, 2003, S. 200–204, doi:10.1002/ajpa.10144.
- als Ko-Autorin: A new Late Miocene great ape from Kenya and its implications for the origins of African great apes and humans. In: PNAS. Band 104, Nr. 49, 2007, S. 19220–19225, doi:10.1073/pnas.0706190104.
- als Ko-Autorin: Early Hominin Foot Morphology Based on 1.5-Million-Year-Old Footprints from Ileret, Kenya. In: Science. Band 323, Nr. 5918, 2009, S. 1197–1201, doi:10.1126/science.1168132.
- als Ko-Autorin: Climate shift recorded at around 10 Ma in Miocene succession of Samburu Hills, northern Kenya Rift, and its significance. In: Geological Society of London, Special Publications. Band 342, 2010, S. 109–127, Zusammenfassung.
- als Ko-Autorin: Diet of Paranthropus boisei in the early Pleistocene of East Africa. In: PNAS. Band 108, Nr. 23, 2011, S. 9337–9341, doi:10.1073/pnas.1104627108.
- als Ko-Autorin: Stable isotope-based diet reconstructions of Turkana Basin hominins. In: PNAS. Band 110, Nr. 26, 2013, S. 10501–10506, doi:10.1073/pnas.1222568110.
- als Ko-Autorin: Inter-group violence among early Holocene hunter-gatherers of West Turkana, Kenya. In: Nature. Band 529, 2016, S. 394–398, doi:10.1038/nature16477.
- Emma Mbua et al.: Kantis: A new Australopithecus site on the shoulders of the Rift Valley near Nairobi, Kenya. In: Journal of Human Evolution. Band 94, 2016, S. 28–44, doi:10.1016/j.jhevol.2016.01.006.

## Belege
1. 1 2   The evolution of East Africa's first African woman palaeoanthropologist. In: Kenya Past and Present. 32.1 (2001), S. 72–75.
2. ↑  Emma Nguvi Mbua: Patterns of Middle Pleistocene Hominid evolution in Africa. Universität Hamburg, FB Kulturgeschichte, Dissertation, Hamburg 2001.
3. 1 2 3  Kenya: Scientist Finds Early Human Fossils Near Nairobi. (Memento vom 23. Mai 2015 im Internet Archive). Im Original publiziert auf allafrica.com vom 20. Mai 2015.
4. ↑  A Platform for East African Paleoanthropology: Third Biannual Conference of the EAAPP. In: Evolutionary Anthropology. Band 21, Nr. 3, 2012, S. 89–91, doi:10.1002/evan.21309.
5. 1 2   Emma Mbua. Ein Porträt vom 13. November 2020.
6. ↑  Emma Mbua et al.: Kantis: A new Australopithecus site on the shoulders of the Rift Valley near Nairobi, Kenya. In: Journal of Human Evolution. Band 94, 2016, S. 28–44, doi:10.1016/j.jhevol.2016.01.006.

| Personendaten    | Personendaten                         |
| ---------------- | ------------------------------------- |
| NAME             | Mbua, Emma                            |
| ALTERNATIVNAMEN  | Mbua, Emma Nguvi (vollständiger Name) |
| KURZBESCHREIBUNG | kenianische Paläoanthropologin        |
| GEBURTSDATUM     | 1961                                  |